# Jordan EJ11
Der Jordan EJ11 war der Formel-1-Rennwagen von Jordan Grand Prix für die Saison 2001. Er war, wie schon das Vorgängerfahrzeug Jordan EJ10, eine komplette Neuentwicklung und das insgesamt elfte Fahrzeug von Jordan Grand Prix in der Formel 1. Zudem war er der erste Wagen von Jordan, der über eine Motorisierung von Honda verfügt.

## Allgemeines

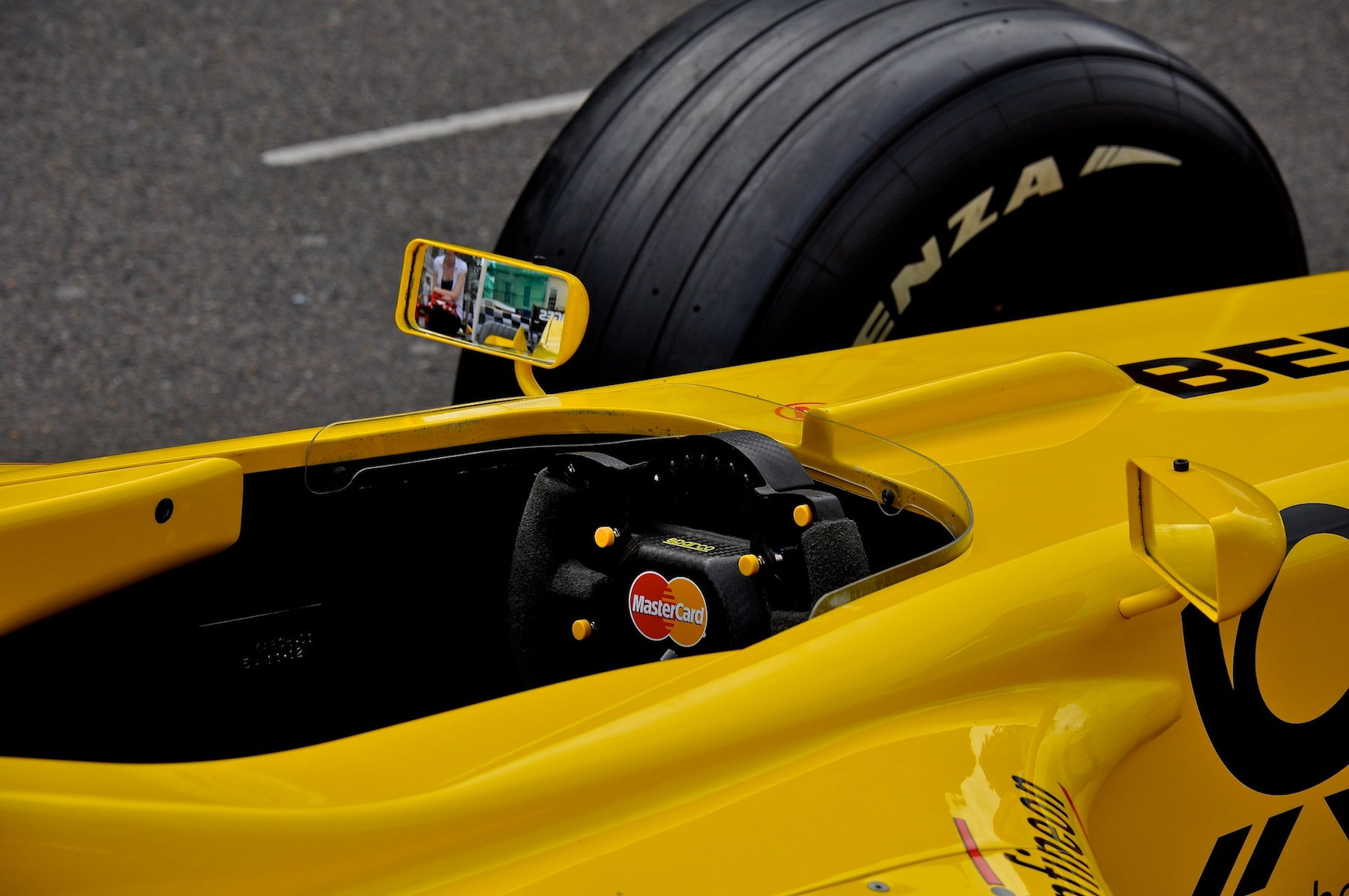
Das Cockpit des Jordan EJ11

Nach der eher enttäuschenden Saison 2000, in der trotz eines komplett neuen Fahrzeugs nur 17 Punkte erreicht werden konnten, sollte 2001 mit dem EJ11 der endgültige Durchbruch kommen und das Team wieder wie schon 1999 regelmäßig die Spitze erreichen lassen. Dazu wurde wieder ein komplett neues Fahrzeug entwickelt, welches mit den vorangegangenen Modellen nichts mehr gemeinsam hatte. Markanteste Änderung war das Verwenden einer spitz zulaufenden, hohen Fahrzeugnase und einem durch zwei etwa um 45° geneigte Streben befestigten Frontflügel. Diese Konstruktion erinnerte an eine ähnliche Lösung, die das Tyrrell-Team mit dem Tyrrell 020 bereits in der Formel-1-Saison 1991 eingesetzt hatte. Außerdem erhielt das Team nun Motorisierung direkt von Honda, was die Rivalität zum ebenfalls Honda-motorisierten und z. T. schon als Werksteam gesehenen British-American-Racing-Team verstärkte.
In den Vorsaison-Tests schien zunächst alles sogar besser als geplant zu laufen. Der EJ11 erwies sich als sehr schnell und konnte bei vielen Testläufen auch mit anderen Teams Bestzeit erreichen. Heinz-Harald Frentzen bezeichnete den EJ11 als das beste Fahrzeug, das er jemals gefahren sei und unterstrich seine Ambitionen auf den Meistertitel mit ihm. Auch sein Teamkollege Jarno Trulli blickte sehr optimistisch in die Zukunft. Viele sahen Jordan Grand Prix wie schon 1999 als dritte Kraft hinter Ferrari und McLaren Racing an.
Während der Saison stellte sich jedoch wieder Ernüchterung ein. Zwar war der EJ11 im Qualifying sehr schnell und hielt sich oft in Punkterängen auf, Podiumsplätze waren jedoch auch aufgrund der unerwartet erstarkten Williams-BMW-Fahrzeuge in weite Ferne gerückt. Nachdem beide Fahrer im ersten Saisondrittel noch regelmäßig als 6., 5. oder 4. punkten konnten, stellten sich danach Ausfallserien ein. Der hochgeschätzte Heinz-Harald Frentzen schien zunehmend motivationslos zu sein, was die Spannungen zwischen ihm und Eddie Jordan erhöhte. Jarno Trulli hatte zudem mehr Punkte als der Deutsche erreichen können und qualifizierte sich meist besser als er. Dies gipfelte schließlich in der Entlassung von Frentzen vor dem Großen Preis von Deutschland. An seiner Stelle startete Ricardo Zonta, der Frentzen bereits beim Großen Preis von Kanada vertreten hatte. Ab dem großen Preis von Ungarn wurde Jean Alesi von Prost Grand Prix verpflichtet, der mit seiner Erfahrung das Team wieder an die Spitze führen sollte. Frentzen übernahm den Platz des Franzosen bei Prost. Doch auch mit dem neuen Fahrerduo blieb Jordan im punktelosen Mittelfeld gefangen. Einzig in Belgien konnten Jean Alesi als 6. und in den USA Jarno Trulli als 4. noch Punkte sammeln. Frentzen qualifizierte sich in Belgien im Prost sensationell auf Platz 4, würgte jedoch beim Start den Motor ab und war so gezwungen, ans Ende des Feldes zurückzukehren.
Am Ende der Saison stand Jordan mit 19 Punkten auf dem 5. Rang in der Meisterschaft, weit entfernt von Podiumsplätzen, Siegen oder gar WM-Titeln. Zwölf davon erreichte Trulli, sechs Frentzen und einen Alesi. Die Fehleranfälligkeit des Vorjahres mit dem Jordan EJ10 hatte sich auch mit dem neuen EJ11 nicht verbessert und machte viele bessere Ergebnisse und sogar Podiumsplätze zunichte. Der EJ11 litt insbesondere an fehlerhaften Zuliefererteilen sowie Problemen mit der Motorkühlung. Letztere konnte nicht ausreichend entwickelt werden, da Honda das neue Aggregat erst im Januar auslieferte, als die Hauptentwicklung des Fahrzeugs schon abgeschlossen war.

## Technik

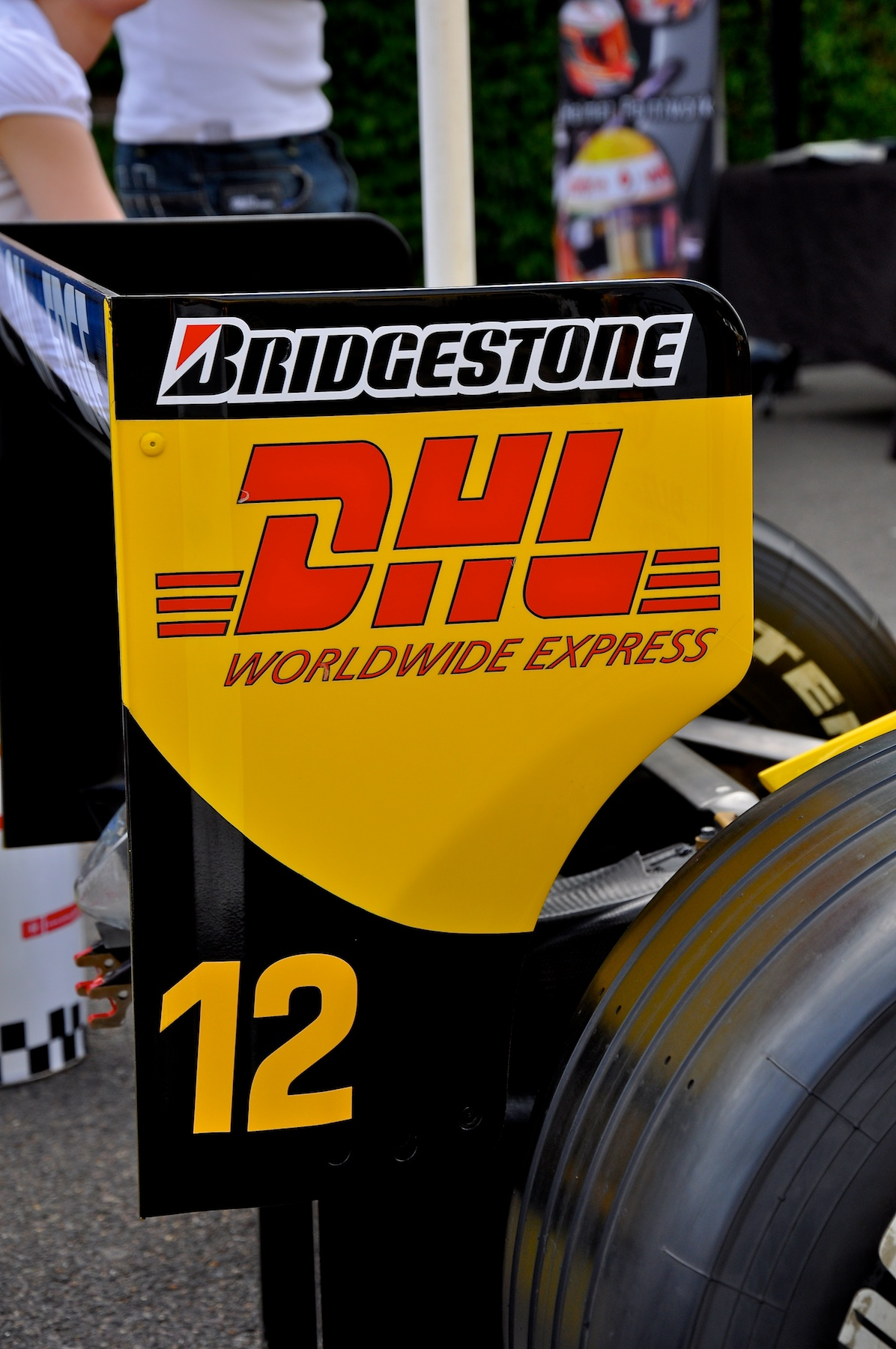
Detailansicht des Heckflügels

Technischer Direktor der Fahrzeugentwicklung war Neuzugang Eghbal Hamidy. Unterstützt wurde er dabei von Chefaerodynamiker John Iley sowie Chefdesigner Tim Holloway. Insgesamt arbeiteten 247 Ingenieure am neuen Fahrzeug. Die Weiterentwicklung des Vorjahreswagens war bereits im August 2000 gestoppt worden, um alle Ressourcen auf den EJ11 zu konzentrieren. Wie schon im Vorjahr verwendete das Team Benzin von Elf Aquitaine und Bereifung von Bridgestone. Die Bremsen wurden ebenfalls wieder von Brembo bezogen.
Im Gegensatz zu den Vorjahren verwendete Jordan nun ein selbstentwickeltes Sieben-Gang-Getriebe mit zusätzlichem Rückwärtsgang aus eigener Entwicklung sowie Motorisierung von Honda. Das japanische Unternehmen stellte den Honda RA001E zur Verfügung, welcher auch von British American Racing im BAR 003 eingesetzt wurde. Das Aggregat entwickelte im Qualifying 830 und unter Rennbedingungen zwischen 795 und 815 PS bei bis zu 17.900 bzw. 17.500 Umdrehungen pro Minute. Der RA001E war ein Zehnzylinder mit einem Zylinderbankwinkel von 80°. Jeder einzelne Zylinder verfügte über vier Ventile. Als Einspritzsystem wurde das Honda PGM-FI-System verwendet – als Zündsystem das Honda PGM-IG. Zündkerzen wurden von NGK Spark Plug bezogen. Das Gesamtgewicht des Aggregats inklusive zusätzliche Teile betrug 98 kg.

## Sponsoren und Lackierungen

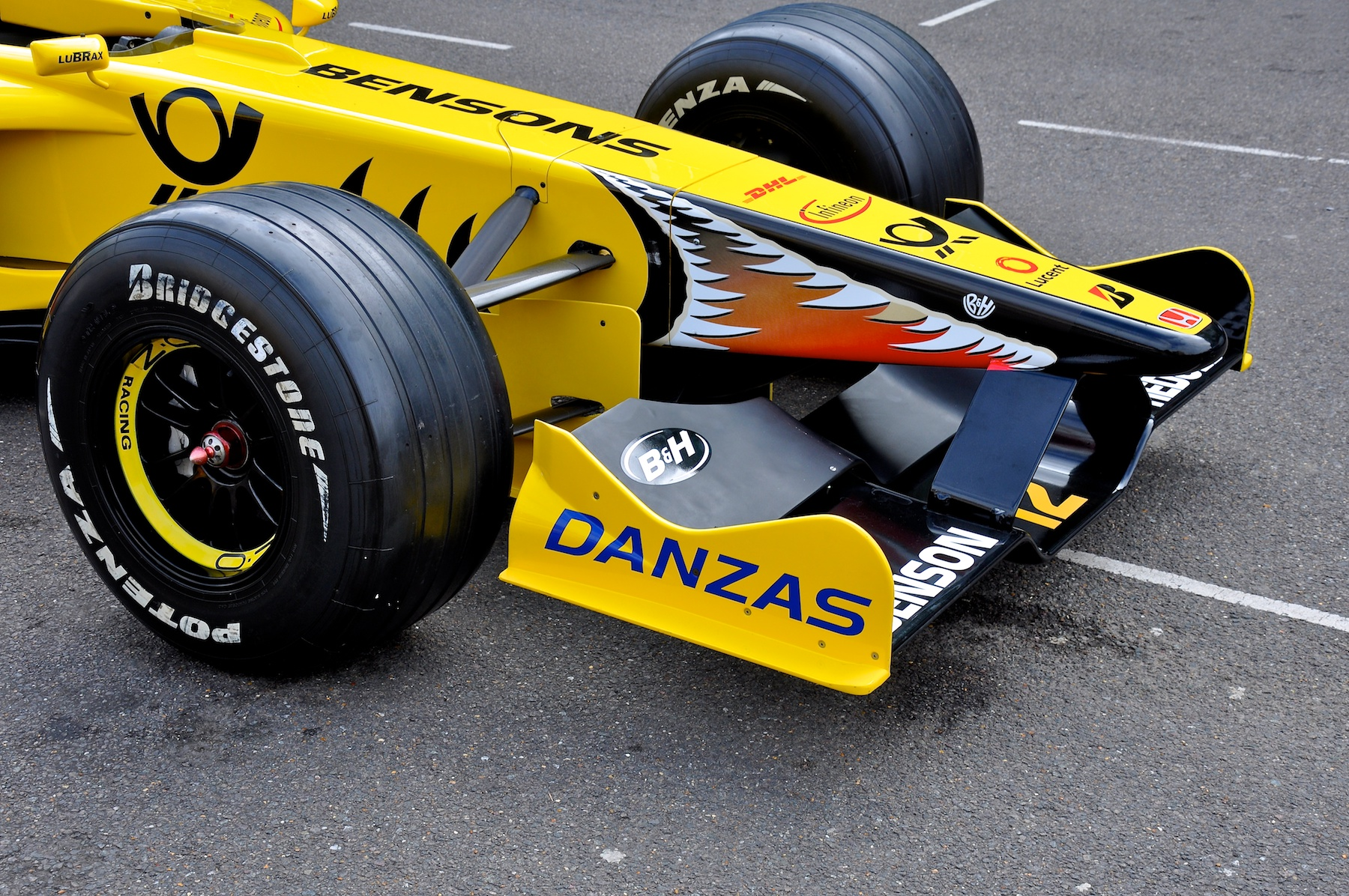
Nahaufnahme der Fahrzeugnase

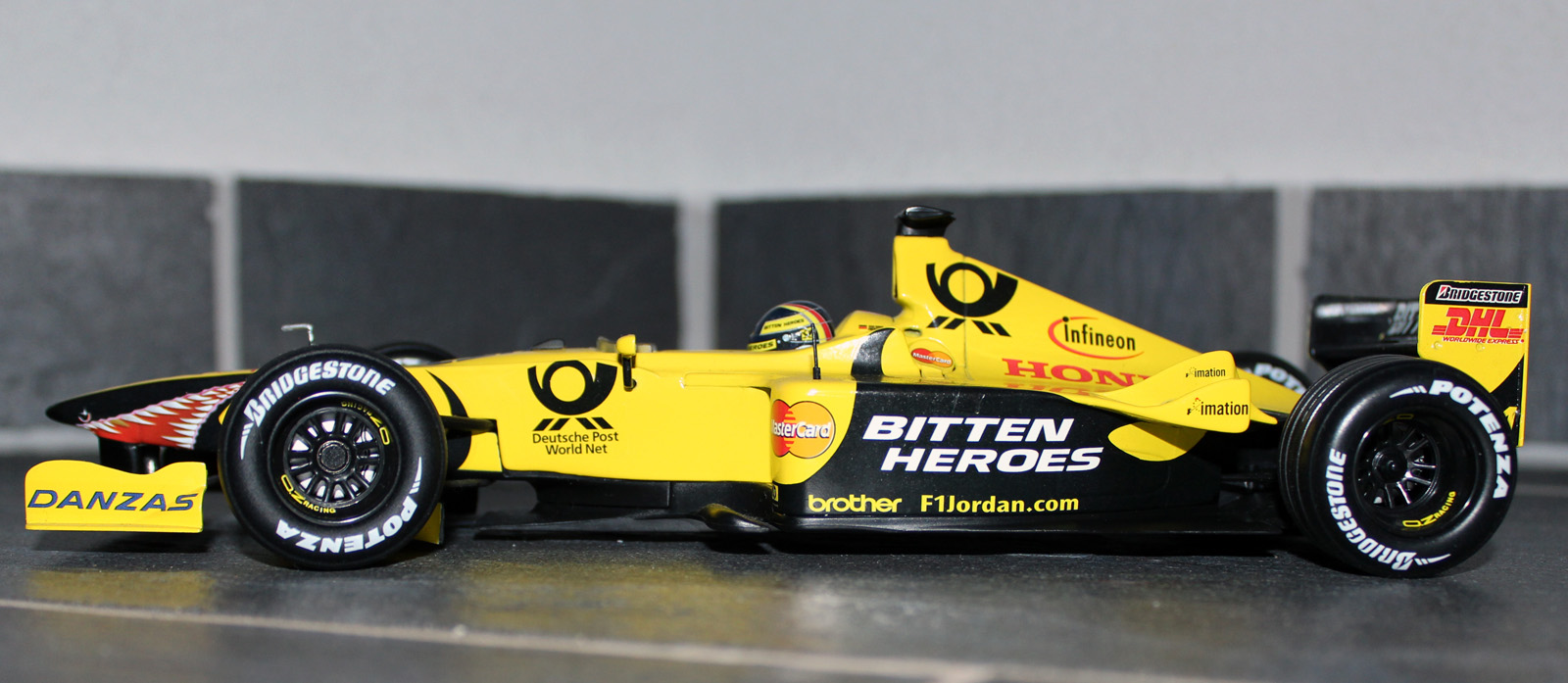
Modell eines EJ11 mit dem Slogan „Bitten Heroes“ anstelle von Tabakwerbung

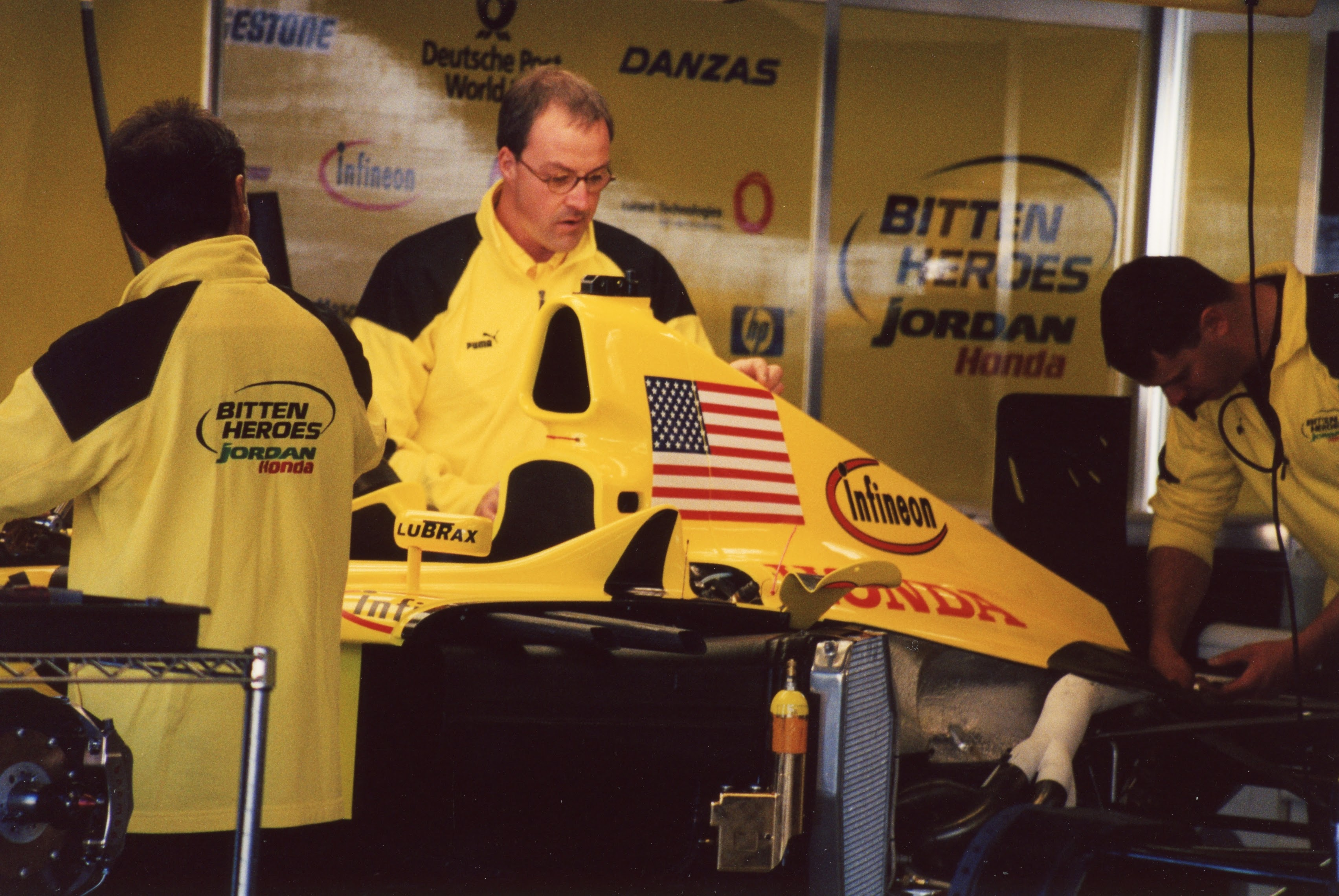
US-Flagge auf der Motorabdeckung beim Rennen in Indianapolis

Die Grundfarbe des Autos war wie schon in den Vorjahren gelb; Front- und Heckflügel, T-Cam sowie Seitenkästen waren schwarz. Hauptsponsor blieb die Tabakmarke Benson & Hedges, die auf beiden Flügeln, der Nase, den Seitenkästen und auf den Fahrerhelmen warb. Weitere Sponsoren waren das Kreditkartenunternehmen Mastercard, die Deutsche Post, Motorenlieferant Honda, Infineon, DHL sowie einige kleine Sponsoren.
In Ländern, in denen das Bewerben von Tabakwaren nicht erlaubt war, wurde der Schriftzug Benson & Hedges durch „Bitten Heroes“ (engl. für „Gebissene Helden“) ersetzt. Dies war eine Anspielung an die stilisierte Zeichnung eines Hais an der Fahrzeugnase, welche die seit 1998 dargestellte Hornisse sowie den damit verbundenen Schriftzug „Buzzin’ Hornets“ (engl. für „Summende Hornissen“) ersetzt hatte.
Als Reaktion auf die Terroranschläge am 11. September 2001 fuhr das Team in Italien und den USA mit einer großen amerikanischen Flagge auf der Lufthutze. Außerdem fuhr Jean Alesi in Indianapolis mit der Aufschrift „200“ auf den Seitenkästen – eine Anspielung daran, dass dies sein insgesamt 200. GP war. Als 7. verfehlte er dort Punkte nur knapp.

## Fahrer
Zur Saison 2001 blieb Heinz-Harald Frentzen erster Fahrer. Er bekam die Startnummer 11. Auch Jarno Trulli blieb als Zweitfahrer ins Team. Er startete mit der Nummer 12. Testfahrer war der von British American Racing kommende Brasilianer Ricardo Zonta. Vor dem Großen Preis von Deutschland entließ Teamchef Eddie Jordan den demotiviert wirkenden Heinz-Harald Frentzen und ersetzte ihn durch Ricardo Zonta, der den Deutschen bereits in Kanada vertreten hatte. Nach dem Deutschland-GP kontaktierte Eddie Jordan Jean Alesi, ob dieser für ihn starten wolle. Der Franzose sagte zu und pilotierte den EJ11 als zweiter Fahrer ab dem Großen Preis von Ungarn. Trulli wurde zum ersten Fahrer befördert. Prost-Teamchef Alain Prost verpflichtete dagegen den nun arbeitslosen Heinz-Harald Frentzen für sein Team.
Trulli blieb in der Saison 2001 Haupt-Punktelieferant und fuhr insgesamt zwölf Selbige ein. Frentzen konnte während seiner Zeit mit dem EJ11 Sechs erreichen, Alesi noch einen zusätzlichen in Belgien. Am Ende der Saison beendete Jean Alesi seine Karriere, Jarno Trulli ging zu Renault F1 und Frentzen aufgrund der Pleite des Prost-Teams zu Arrows. Zur Saison 2002 verpflichtete Jordan den Japaner Takuma Satō und den Italiener Giancarlo Fisichella, der mit Trulli den Platz tauschte. Ricardo Zonta blieb Testfahrer.

## Ergebnisse
| Fahrer               | Nr.                  | 1   | 2 | 3  | 4 | 5   | 6   | 7   | 8  | 9   | 10 | 11  | 12  | 13  | 14  | 15  | 16 | 17  | Punkte | Rang |
| -------------------- | -------------------- | --- | - | -- | - | --- | --- | --- | -- | --- | -- | --- | --- | --- | --- | --- | -- | --- | ------ | ---- |
| Formel-1-Saison 2001 | Formel-1-Saison 2001 |     |   |    |   |     |     |     |    |     |    |     |     |     |     |     |    |     | 19     | 5.   |
| H.-H. Frentzen       | 11                   | 5   | 4 | 11 | 6 | DNF | DNF | DNF | PO | DNF | 8  | 7   |     |     |     |     |    |     | 19     | 5.   |
| R. Zonta             | 11                   |     |   |    |   |     |     |     | 7  |     |    |     | DNF |     |     |     |    |     | 19     | 5.   |
| J. Alesi             | 12                   |     |   |    |   |     |     |     |    |     |    |     |     | 10  | 6   | 8   | 7  | DNF | 19     | 5.   |
| J. Trulli            | 11/12                | DNF | 8 | 5  | 5 | 4   | DSQ | DNF | 11 | DNF | 5  | DNF | DNF | DNF | DNF | DNF | 4  | 8   | 19     | 5.   |

| Legende  | Legende            | Legende                                                          |
| Farbe    | Abkürzung          | Bedeutung                                                        |
| -------- | ------------------ | ---------------------------------------------------------------- |
| Gold     | –                  | Sieg                                                             |
| Silber   | –                  | 2. Platz                                                         |
| Bronze   | –                  | 3. Platz                                                         |
| Grün     | –                  | Platzierung in den Punkten                                       |
| Blau     | –                  | Klassifiziert außerhalb der Punkteränge                          |
| Violett  | DNF                | Rennen nicht beendet (did not finish)                            |
| Violett  | NC                 | nicht klassifiziert (not classified)                             |
| Rot      | DNQ                | nicht qualifiziert (did not qualify)                             |
| Rot      | DNPQ               | in Vorqualifikation gescheitert (did not pre-qualify)            |
| Schwarz  | DSQ                | disqualifiziert (disqualified)                                   |
| Weiß     | DNS                | nicht am Start (did not start)                                   |
| Weiß     | WD                 | zurückgezogen (withdrawn)                                        |
| Hellblau | PO                 | nur am Training teilgenommen (practiced only)                    |
| Hellblau | TD                 | Freitags-Testfahrer (test driver)                                |
| ohne     | DNP                | nicht am Training teilgenommen (did not practice)                |
| ohne     | INJ                | verletzt oder krank (injured)                                    |
| ohne     | EX                 | ausgeschlossen (excluded)                                        |
| ohne     | DNA                | nicht erschienen (did not arrive)                                |
| ohne     | C                  | Rennen abgesagt (cancelled)                                      |
| ohne     | keine WM-Teilnahme |                                                                  |
| sonstige | P/fett             | Pole-Position                                                    |
| sonstige | 1/2/3/4/5/6/7/8    | Punktplatzierung im Sprint-/Qualifikationsrennen                 |
| sonstige | SR/kursiv          | Schnellste Rennrunde                                             |
| sonstige | *                  | nicht im Ziel, aufgrund der zurückgelegten Distanz aber gewertet |
| sonstige | ()                 | Streichresultate                                                 |
| sonstige | unterstrichen      | Führender in der Gesamtwertung                                   |